# Джеф Лотон
Джеф Лотон (народився 10 грудня 1954) британський австралієць консультант пермакультури, дизайнер, викладач і оратор. З 1995 року спеціалізується на пермакультурній освіті, розробці, впровадженні, створенні системи, адмініструванні та розвитку громади .

## Кар'єра
Починаючи з 1985 року, Лоутон виконував велику кількість робіт, консультуючи, розробляючи, викладаючи та впроваджуючи у понад тридцяти країнах світу. Серед клієнтів були приватні особи, групи, громади, уряди, організації, що надають допомогу, неурядові організації та транснаціональні компанії.
Мета Лоутона — створити самовідтворювальні навчальні демонстраційні сайти. Він навчив понад 15000 студентів з пермакультури у всьому світі.  Це включає випускників курсу сертифікату пермакультурного проектування (PDC) та курсів, присвячених практичному проектуванню стійкого ґрунту, води, рослин, тварин, енергетики, структур, правових та економічних систем. «Генеральний план» Лоутона полягає в тому, щоб якнайшвидше тиражувати проекти допомоги, щоб допомогти пом'якшити зростаючу кризу продовольства та води.
У 1996 році він був акредитований Пермакультурною Громадою за досягнення в Австралії та в усьому світі.
У жовтні 1997 року Білл Моллісон, вийшовши на пенсію, попросив Лотона створити та керувати новим Інститутом досліджень пермакультури на фермі Тагарі площею 66 га, розробленою Моллісоном. Лотон продовжував розробляти сайт протягом трьох років і створив Інститут досліджень пермакультури в Австралії як некомерційну компанію . Зрештою PRI було перенесено на ферму Зайтуна, в Шенноні, де вона продовжує існування і сьогодні.
Лотон — керуючий директор Інституту досліджень пермакультури Австралії та Інституту досліджень пермакультури США, зареєстрованої неприбуткової організації, яка має статус одержувача пожертвувань. Створення допоміжних проектів як демонстраційних майданчиків пермакультури, які також функціонують як освітні центри для місцевих та іноземних студентів, стало головним акцентом завдяки створенню дослідницьких інститутів пермакультури в Йорданії, Афганістані, Іспанії, Малайзії, В'єтнамі, Ємені, Об'єднаних Арабських Еміратах, Марокко, Проводиться Таїланд, Китай та багато інших країн.
Лотон і Моллісон разом викладали низку курсів. Лотон також є ведучим навчального DVD-набору Моллісона.
Лотон дружить з Джоном Д. Лю, китайсько-американським режисером та екологом, який задокументував широкомасштабне екологічне відновлення на плато Лесс у Китаї після урядового проекту, спрямованого на реконструкцію території розміром з Бельгію . Лотон знявся у документальному фільмі Лю про надію в умовах зміни клімату .
Нещодавно Лотон досяг успіху у створенні пермакультурної екосистеми у Ваді-Рум на півдні Йорданії . Він також допоміг розпочати проект « Аль Байда», програму відновлення земель, на заході Саудівської Аравії.
31 березня 2012 року Лотон виступив на конференції TEDx в Аджмані.
У 2019 році Джефф взяв участь у своєму онлайн-PDC 2.0 проекті, який розпочався 30 січня і триватиме 28 тижнів, і це буде найдовший курс, який він викладав.

## Літературні твори
- Lawton, Geoff. Brick and Tile Permaculture (PDF). Permaculture International Journal No. 51. Архів оригіналу (PDF) за 16 квітня 2019. Процитовано 4 грудня 2017.
- «Сплячий ягуар» (співавтор), Міжнародний журнал «Пермакультура»
- «Еквадор» (співавтор), Міжнародний журнал Permaculture
- «Пермакультурна допомога на Балканах», Міжнародний журнал Permaculture
- «Майбутня продовольча безпека», Green Connections

## Фільми
- Збирання води шляхом пермакультури (2007)
- Створення продовольчого лісу (2008)
- Вступ до пермакультурного дизайну (2009)
- Озеленення пустелі II (2009)[12]
- Пермакультурні ґрунти (2010)
- Міська пермакультура (2011)
- Зелений — це нове срібло (підкладка): криза, надія та пермакультура (2019)

## Нагороди
- Австралійський науково-дослідний інститут пермакультури виграв премію «Гуманітарна вода та їжа» за 2010 рік за ініціативу «Озеленення пустелі».[13]
- Дослідницький інститут пермакультури та засновник Джефф Лоутон, що базується в Австралії, стали переможцями в 2015 році премії Energy Globe .[14]
- Інститут досліджень пермакультури визнаний акредитацією UNCCD[15]